# Schroffen (Gemeinde Großschönau)
Schroffen ist eine Ortschaft und eine Katastralgemeinde der Gemeinde Großschönau im Bezirk Gmünd in Niederösterreich mit 48 Einwohnern (Stand 1. Jänner 2024)..

## Geografie
Der Ort befindet sich nördlich des Schroffenberges (840 m ü. A.) und besteht aus zahlreichen Gehöften. Durch den Ort führt die Landesstraße L 8309. Am 1. April 2020 umfasste die Ortschaft 17 Adressen.

## Geschichte
Im Jahr 1822 wurde der Ort als Dorf mit neun Häusern genannt, das nach Großschönau eingepfarrt war, wohin auch die Kinder eingeschult wurden. Die Herrschaft Oberamt besaß die Ortsobrigkeit und die Herrschaft Rosenau besorgte die Konskription und hatte die Grundherrschaft inne. Die Landgerichtsbarkeit wurde von der Herrschaft Weitra ausgeübt.
Laut Adressbuch von Österreich waren im Jahr 1938 in Schroffen ein Sägefeiler und einige Landwirte ansässig. Im Rahmen der Niederösterreichischen Kommunalstrukturverbesserung trat der Ort als Teil der damaligen Ortsgemeinde Friedreichs per 1. Jänner 1970 der Gemeinde Großschönau bei.

## Siedlungsentwicklung
Zum Jahreswechsel 1979/1980 befanden sich in der Katastralgemeinde Schroffen insgesamt 20 Bauflächen mit 8.425 m² und 14 Gärten auf 8.485 m², 1989/1990 gab es 20 Bauflächen. 1999/2000 war die Zahl der Bauflächen auf 73 angewachsen und 2009/2010 bestanden 41 Gebäude auf 64 Bauflächen.

## Bodennutzung
Die Katastralgemeinde ist landwirtschaftlich geprägt. 140 Hektar wurden zum Jahreswechsel 1979/1980 landwirtschaftlich genutzt und 71 Hektar waren forstwirtschaftlich geführte Waldflächen. 1999/2000 wurde auf 128 Hektar Landwirtschaft betrieben und 82 Hektar waren als forstwirtschaftlich genutzte Flächen ausgewiesen. Ende 2018 waren 126 Hektar als landwirtschaftliche Flächen genutzt und Forstwirtschaft wurde auf 82 Hektar betrieben. Die durchschnittliche Bodenklimazahl von Schroffen beträgt 16,6 (Stand 2010).